# Unnao (district)
Unnao is een district van de Indiase staat Uttar Pradesh. Het district telt 2.700.426 inwoners (2001) en heeft een oppervlakte van 4558 km².
Het district Unnao maakt deel uit van de divisie Lucknow en ligt in het gebied tussen de steden Lucknow en Kanpur. De hoofdstad is het gelijknamige Unnao. Een deel van de agglomeratie van Kanpur valt binnen de grenzen van het district, met name de voorstad Gangaghat (Shuklaganj).
De westgrens van Unnao wordt gemarkeerd door de Ganges. Door het noordoosten van het district en langs een groot deel van de oostgrens stroomt de Sai.

## Steden en dorpen in Unnao
Naast de hoofdstad Unnao bevinden zich in het district onder meer de volgende nederzettingen:
- Auras
- Bangarmau
- Bhagwant Nagar
- Bighapur
- Fatehpur Chaurasi
- Gangaghat (Shuklaganj)
- Ganj Muradabad
- Hyderabad
- Majhara Pipar Ehatmali
- Maurawan
- Mohan
- Nawabganj
- Nyotini
- Purwa
- Rasulabad
- Safipur
- Ugu

Hoofdstad: Lucknow
Districten:
Divisie Agra: Agra · Firozabad · Mainpuri · Mathura
Divisie Aligarh: Aligarh · Etah · Hathras · Kasganj
Divisie Ayodhya (Faizabad): Ambedkar Nagar · Amethi · Ayodhya (Faizabad) · Barabanki · Sultanpur
Divisie Azamgarh: Azamgarh · Ballia · Mau
Divisie Bareilly: Bareilly · Budaun · Pilibhit · Shahjahanpur
Divisie Basti: Basti · Sant Kabir Nagar · Siddharthnagar
Divisie Benares (Varanasi): Benares (Varanasi) · Chandauli · Ghazipur · Jaunpur
Divisie Chitrakoot: Banda · Chitrakoot · Hamirpur · Mahoba
Divisie Devipatan: Bahraich · Balrampur · Gonda · Shravasti
Divisie Gorakhpur: Deoria · Gorakhpur · Kushinagar · Maharajganj
Divisie Jhansi: Jalaun · Jhansi · Lalitpur
Divisie Kanpur: Auraiya · Etawah · Farrukhabad · Kannauj · Kanpur Dehat · Kanpur Nagar
Divisie Lucknow: Hardoi · Lakhimpur Kheri · Lucknow · Raebareli · Sitapur · Unnao
Divisie Meerut: Bagpat · Bulandshahr · Gautam Buddha Nagar · Ghaziabad · Hapur · Meerut
Divisie Mirzapur: Bhadohi · Mirzapur · Sonbhadra
Divisie Moradabad: Amroha · Bijnor · Moradabad · Rampur · Sambhal
Divisie Prayagraj (Allahabad): Fatehpur · Kaushambi · Pratapgarh · Prayagraj (Allahabad)
Divisie Saharanpur: Muzaffarnagar · Saharanpur · Shamli